# Genska kaseta
Genska kaseta je tip mobilnog genetičkog elementa koji sadrži gen i rekombinaciono mesto. Genske kasete mogu da budu inkorporisane u integron ili slobodne u obliku kružne DNK. One često sadrže gene otpornositi na antibiotike. Na primer, kanMX kaseta omogućava otpornost na kanamicin (antibiotik) kod bakterija.

## Integron
Integroni su genetičke strukture u bakterijama koje izražavaju i imaju sposobnost akvizicije i razmene genskih kaseta. Takve kasete tipično nose jedan gen bez promotera. Celokupna serija kaseta se transkribuje iz susednog promotera. Genske kasete mogu da budu umetnute i izrezane putem kružnog intermedijera. Ovim je obuhvaćena rekombinacija između kratkih sekvenci prisutnih na njihovim krajevima, poznatih kao elementi 59 baza (59-be) - koje ne moraju da budu duge 59 baza. 59-be elementi su raznovrsna familija sekvenci koja funkcionišu kao mesta prepoznavanja za integraze specifične na mesto (enzime odgovorne za integraciju genske kasete u integron). 

## Genetički inženjering
U genetičkom inženjeringu, genska kaseta je manipulativni fragment prenosa DNK, koji ima sposobnost izražavanja, jednog ili više gena od interesa između jednog ili više setova restrikcionih mesta. Ona se može preneti iz jedne DNK sekvence (obično na vektoru) u drugu putem 'odsecanja' fragmenta koristeći restrikcione enzime i umetnuta u novi kontekst.

## Literatura
- Stokes, H.W. et al., Structure and function of 59-base element recombination sites associated with mobile gene cassettes.  Stokes, H. W.; O'Gorman, D. B.; Recchia, Gavin D.; Parsekhian, Maryam; Hall, Ruth M. (новембар 1997). „Structure and function of 59-base element recombination sites associated with mobile gene cassettes”. Mol Microbiol. 26 (4): 731—45. PMID 9427403. doi:10.1046/j.1365-2958.1997.6091980.x.
- Partridge S, Tsafnat G, Coiera E, Iredell J (2009). „Gene cassettes and cassette arrays in mobile resistance integrons”. FEMS Microbiology Reviews. 33 (4): 757—784. PMID 19416365. doi:10.1111/j.1574-6976.2009.00175.x. Архивирано из оригинала 01. 08. 2011. г.